# حزب البعث العربي الاشتراكي في الجزائر
حزب البعث العربي الاشتراكي في الجزائر هو حزب سياسي في الجزائر. هو الفرع الإقليمي الجزائري لحزب البعث الذي يقوده العراق. يقود الحزب أحمد شوتري.
الحزب محظور حاليا واضطر شوتري إلى الفرار إلى العراق خلال التسعينيات بسبب القمع الحكومي ضد حركة البعث الجزائرية. تعاطف الحزب مع التمرد البعثي العراقي ودعم عزت الدوري قائد حزب البعث العربي الاشتراكي (قطر العراق). بعد عودته إلى الجزائر في عام 2003 كتب شوتري الإيمان البعثي للرئيس صدام حسين.